# Das Wintermärchen

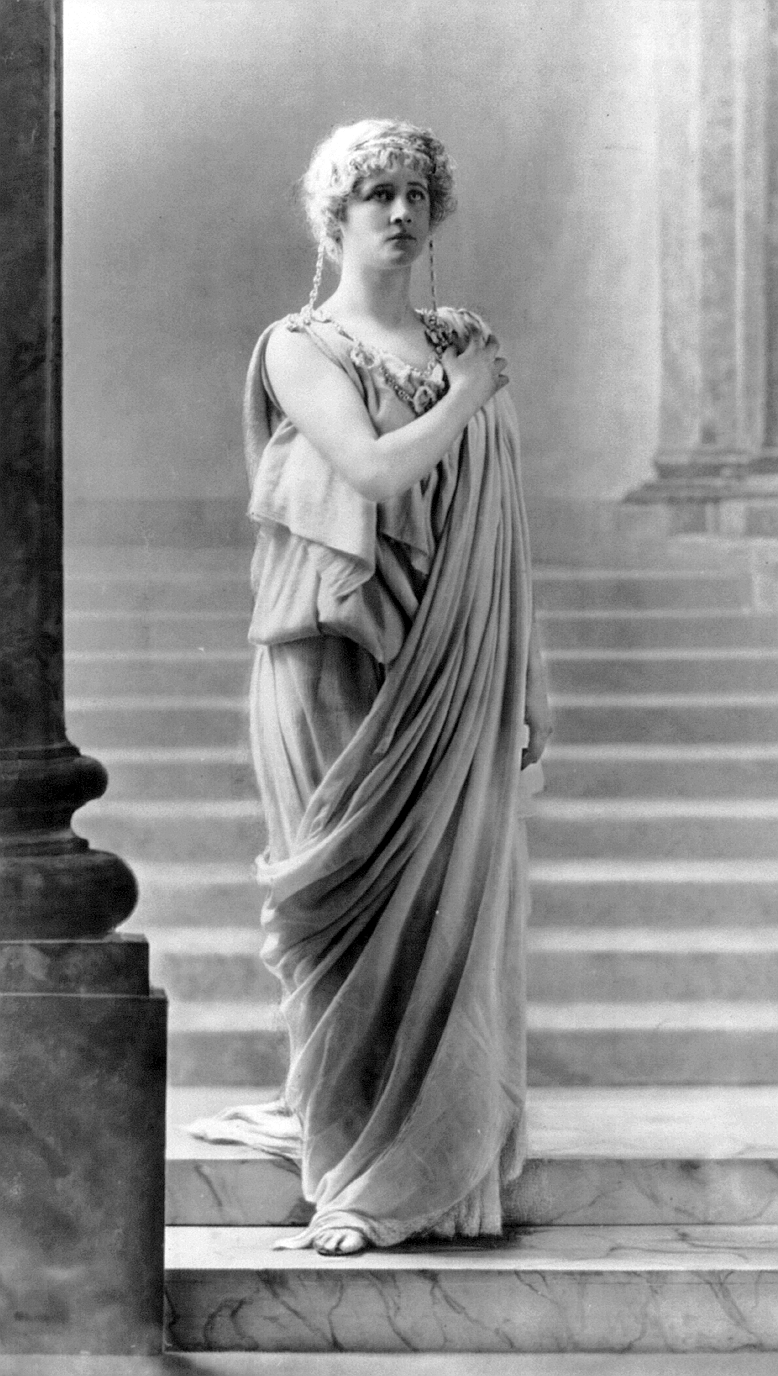
Mary Anderson als Hermione, Aufnahme von Henry Van der Weyde, 1887

Das Wintermärchen (frühneuenglisch The Winters Tale) ist ein Schauspiel von William Shakespeare. Es handelt von den Folgen der Eifersucht des Königs Leontes gegenüber seiner Ehefrau Hermione, umfasst eine erzählte Zeit von ca. 16 Jahren und spielt in Sizilien und in einer pastoral wirkenden Phantasiewelt, die in dem Stück Böhmen genannt wird. Shakespeares Hauptquelle ist Robert Greenes Roman Pandosto, or the Triumph of Time aus dem Jahre 1588. Das Werk entstand vermutlich um 1610, für das Jahr 1611 ist die erste Aufführung dokumentiert, und es erschien erstmals in der First Folio von 1623 im Druck. Wegen seines glücklichen Ausganges wurde das Wintermärchen ursprünglich den Komödien zugeordnet. In neuerer Zeit wird es zusammen mit anderen Werken wegen der diese Stücke prägenden eher düsteren Grundkonflikte zur Gruppe der Romanzen gerechnet.

## Handlung
Leontes, König von Sizilien, verdächtigt seine schwangere Frau Hermione der Untreue mit ihrem gemeinsamen Freund Polixenes, dem König von Böhmen. Er beauftragt Lord Camillo damit, Polixenes, der zu Besuch in Sizilien weilt, zu vergiften; Camillo verspricht zwar Gehorsam, offenbart dann aber seinem Opfer den Plan und beide fliehen aus Sizilien. 
Derweil lässt Leontes seine Frau ins Gefängnis werfen. Um sich ihrer Schuld zu vergewissern, lässt er das Orakel von Delphi befragen. In der Zwischenzeit bringt Hermione im Kerker ein kleines Mädchen zur Welt, welches Leontes jedoch nicht als sein eigenes Kind anerkennt. Stattdessen befiehlt er Lord Antigonus, es in der Wildnis auszusetzen. Leontes leitet ein Gerichtsverfahren gegen seine Frau ein, in dem sie wegen Ehebruchs und Verschwörung in Zusammenhang mit der Flucht Polixenes’ und Camillos angeklagt wird. Er erklärt seine Frau für schuldig und verhängt die Todesstrafe, als die (angebliche) Antwort des Orakels eintrifft, die Hermione, Polixenes und Camillo mit atypischer Eindeutigkeit entlastet, Leontes aber als einen eifersüchtigen Tyrannen darstellt, der ohne Erbe bleiben werde, solange das, was verloren wurde, nicht wiedergefunden wird. Unmittelbar nach Verkündigung des Orakelspruchs ereilt den König die Nachricht vom Tod seines kleinen Sohnes Mamilius. Hermione bricht zusammen und wird für tot erklärt. 
Derweil hat Antigonus Hermiones kleine Tochter an der böhmischen Küste ausgesetzt, wo sie von einem Schafhirten und seinem Sohn gefunden wird. Antigonus selbst wird von einem Bären getötet, bevor er das Schiff erreichen kann, das ihn zurück nach Sizilien bringen soll. 
Sechzehn Jahre vergehen. Die Tochter von Leontes und Hermione wächst unter dem Namen Perdita bei den böhmischen Schäfern auf. Das junge Mädchen und Polixenes' Sohn Florizel sind ineinander verliebt, er hält die unstandesgemäße Liebschaft aber vor seinem Vater geheim. Auf einem Schafschurfest, auf dem auch der lustige Taschendieb und Balladensänger Autolycus sein Unwesen treibt, werden die beiden Liebenden jedoch von den verkleideten Polixenes und Camillo beobachtet. Nachdem der zornige Vater sich zu erkennen gegeben hat, beschließt Florizel, mit Perdita nach Sizilien zu fliehen. Als die Flucht entdeckt wird, folgen ihnen sowohl Polixenes als auch der alte Schäfer, Perditas vermeintlicher Vater. An Leontes’ Hof werden nun die Umstände von Perditas Auffinden bekannt. Leontes erkennt in ihr seine vermisste Tochter und versöhnt sich mit Polixenes. Paulina, die Witwe von Antigonus, führt alle Anwesenden zu einer (vermeintlichen) Marmorstatue Hermiones, welche jedoch plötzlich zum Leben erwacht, indem Hermione vom Sockel steigt: Das sizilianische Königspaar ist wieder vereint.

## Literarische Vorlagen und kulturelle Bezüge

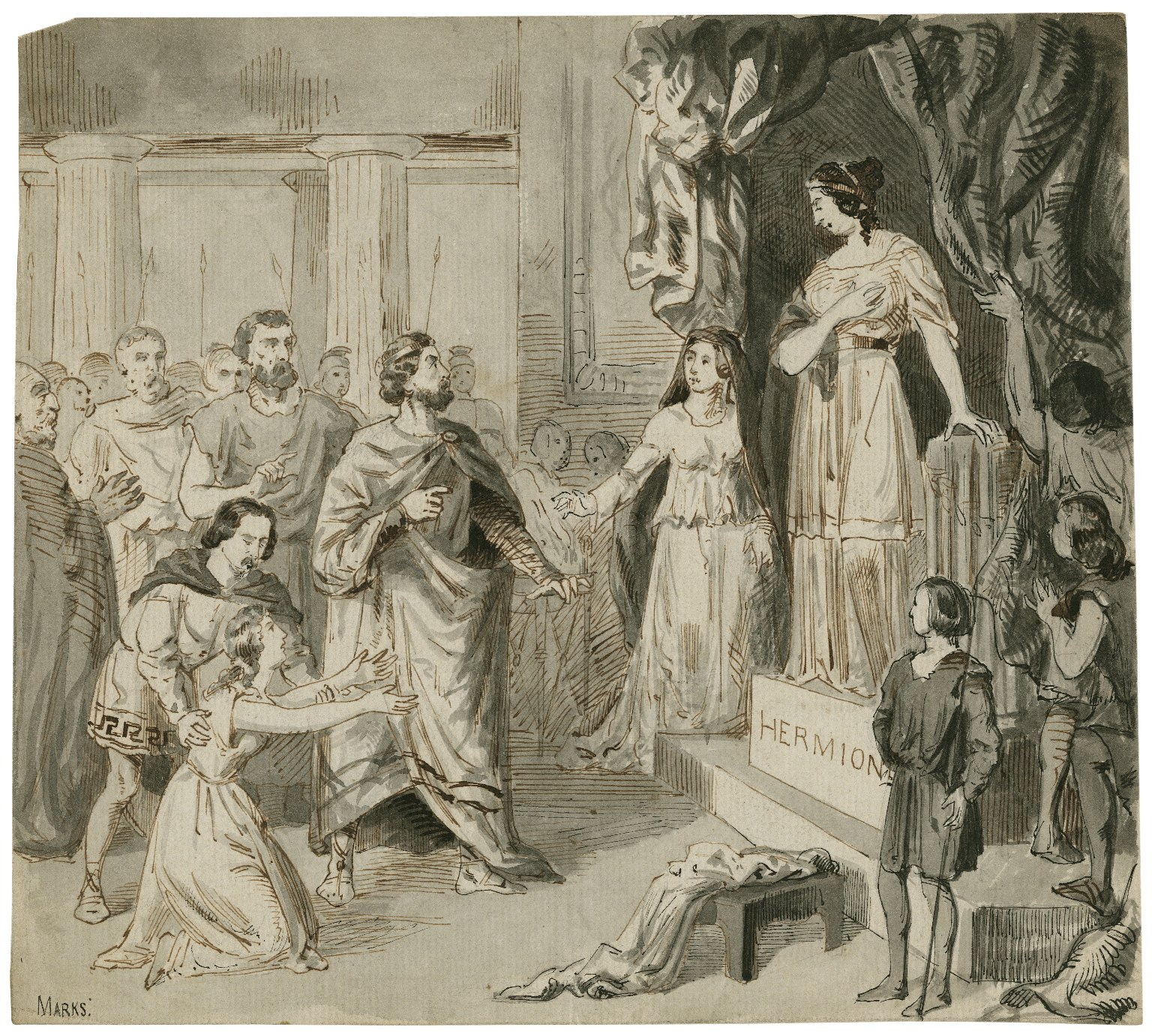
Die Statue Hermiones wird lebendig – Zeichnung von Henry Stacy Marks, Mitte des 19. Jahrhunderts

Shakespeares Hauptquelle war die zur damaligen Zeit sehr beliebte Prosaromanze Pandosto. The Triumph of Time, auch bekannt als The History of Dorastus and Fawnia, von Robert Greene, die erstmals 1588 veröffentlicht wurde und anschließend in fünf weiteren Auflagen vor der Entstehung von The Winter’s Tale erschien. Shakespeare kannte dieses Werk vermutlich seit längerem, nutzte für sein Stück allerdings nicht die seinerzeit letzte Auflage von 1607, was sich anhand der Wortwahl an verschiedenen Stellen nachweisen lässt.
In seiner Dramatisierung der Romanze von Greene ändert Shakespeare die meisten Namen, strafft das Geschehen und vertauscht die Schauplätze Böhmen und Sizilien, wobei mit Ersterem nicht das mitteleuropäische Land, sondern eine pastorale Fantasiewelt am Mittelmeer gemeint ist. Im Gegensatz zur Vorlage, der Shakespeare im Ganzen recht eng folgt, lässt er die Königin am Ende jedoch nicht sterben, sondern bedient sich einer Täuschung der Dramenfiguren und der Zuschauer mit einer Falschmeldung. In Greenes Romanze ist der König jähzornig, bösartig und von seinen Leidenschaften beherrscht. Er versucht sogar, seine ihm unbekannte Tochter Fawnia dazu zu zwingen, ihm zu Willen zu sein, und tötet sich am Ende selbst. In Shakespeares Stück ist Leontes demgegenüber von tiefer Reue über seine Eifersucht erfüllt. Auf diese Weise werden bei Shakespeare durch die schließliche Versöhnung mit Hermione nicht nur die beiden Zeit- und Handlungsebenen des Stückes miteinander verknüpft, sondern auch durch innere Konsequenz verflochten. Zugleich vermeidet Shakespeare mit dem Überleben der Königin und der Wiedervereinigung am Ende den verwickelten und wenig überzeugenden Schluss der Vorlage, in der der König trotz des glücklichen Ausgangs Selbstmord begeht. Darüber hinaus schafft Shakespeare mit der von ihm erfundenen Statuenszene im letzten Akt einen außergewöhnlichen theatralischen Effekt und schließt sein Stück mit einer komödiengerechten und zum Leitgedanken der Versöhnung passenden Schlussszene ab.

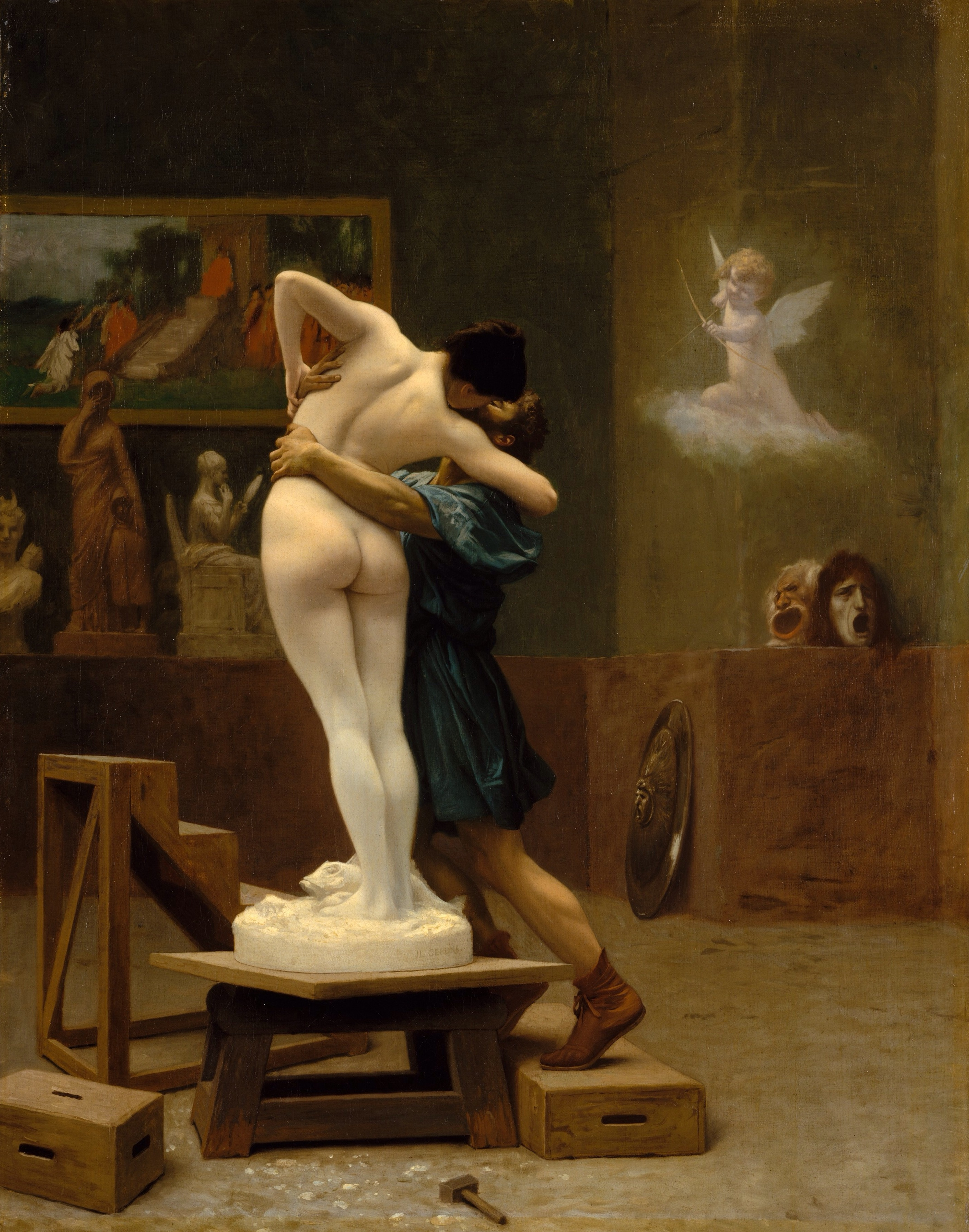
Pygmalion and Galatea, Ölgemälde von Jean-Léon Gérôme, 1890

In seinem Werk nutzt Shakespeare das Potenzial der teils durch die Handlung der Romanze Greenes vorgegebenen, teils von ihm selbst geschaffenen plötzlichen Wendungen, um dem Publikum in seiner Dramatisierung eine Fülle von spektakulären Überraschungs- oder Enthüllungsszenen zu präsentieren. Der dramatische Höhepunkt in der letzten Szene des Stückes, in der anders als in Greenes Vorlage Hermiones Standbild als Denkmal lebendig wird, erzielt seine starke theatralische Wirkung nicht allein aus der Überraschung, sondern ebenso als Erfüllung einer Reihe unterschwellig durch zahlreiche verbale Signale zuvor genährten Erwartungshaltung. Die Belebung der „Statue“ Hermiones greift nicht nur ein typisches Motiv der höfischen Maskenspiele auf, sondern stellt gleichzeitig eine neue Variante des antiken Mythos von Pygmalion und der von ihm geschaffenen und durch Aphrodites Gnade belebten Elfenbeinstatue der schönen Galatea dar. Zu Shakespeares Zeit war diese mythenhafte Erzählung durchaus bekannt und populär als Sinnbild für die Illusionskraft der Kunst, die die Wirklichkeit neu zu erschaffen vermag. Neben dem sensationellen Effekt stößt Shakespeare in der letzten Szene seines Stückes damit gleichermaßen eine Diskussion über das Verhältnis von Kunst und Leben an.
Während in Greenes Erzählung die Ereignisse an entscheidenden Stellen ausschließlich dem Zufall überlassen werden, ist Shakespeare bemüht, das Handlungsgeschehen zumindest teilweise durch Kausalität zu verbinden. So wird beispielsweise Perdita nicht wie Fawnia in einem Boot auf dem offenen Meer ausgesetzt, sondern von Antigonus mit Absicht nach Böhmen gebracht. Umgekehrt werden Florizel und Perdita nicht zufällig durch einen Sturm nach Sizilien verschlagen, sondern von Camillo bewusst dorthin gelenkt. Im Unterschied zu Greene, der das Misstrauen Pandostos gegenüber Bellerina durch verschiedene Details glaubhaft macht, verzichtet Shakespeare allerdings auf eine Motivation für die Eifersucht des Protagonisten. Während die Eifersucht des Königs >Leontes> (die Figuren habe in der Quelle anderslautende Namen) bei Greene nicht völlig unbegründet ist und nicht plötzlich entsteht, da >Hermione< und >Polixenes> in seiner Romanze zwar keinen Ehebruch begehen, aber in einem missdeutbaren Vertrauensverhältnis stehen, wird Shakespeares Leontes von seiner Eifersucht wie von einer Krankheit befallen. Für das Publikum und die Mithandelnden ist er von einem Augenblick zum nächsten eine andere Person; seine Eifersucht ist einfach ohne ersichtlichen Grund als handlungsbestimmendes Moment existent.
In struktureller Hinsicht vergrößert Shakespeare zugleich die Bühnengesellschaft durch eine Reihe von Figuren unterhalb der königlichen Familie und erweitert die Rolle von Camillo, um so den königlichen Hauptfiguren, die bei Greene hauptsächlich in gestelzten Reden über sich selbst sprechen, geeignete Gesprächspartner und Bezugspersonen zu liefern. Auf diese Weise stehen die selbstherrlichen Edikte oder Urteile des Königs nicht mehr in einem kontextlosen sozialen Raum, sondern betreffen alle Charaktere, die entweder mit Widerstand oder mit Gehorsam reagieren.
Trotz der weitläufigen Handlung legt Shakespeare seinem Werk im Unterschied zu Greene zudem eine strenge Symmetrie zugrunde. Anfangs verfällt Leontes in blinde Raserei; später gerät Polixenes in Wut, als sein Sohn ohne seine Einwilligung die Schäferstochter heiraten will. Ähnlich wie bei Lears Zornesausbruch gegenüber seiner Tochter Cordelia treibt ihn gekränkte Eitelkeit, nicht aber Standesdünkel, als er die armen Schäfer, bei denen Perdita aufwuchs, mit dem Tode bedroht, da er annimmt, sie hätten seinen Sohn in ihren Bann gezogen.
Zwischen den durch ihre Leidenschaft beherrschten Männern steht Camillo als Vertreter der Vernunft, der sowohl bei Leontes als auch bei Polixenes das drohende Unheil verhindert. Den männlichen Hauptcharakteren stehen zudem drei Frauen gegenüber, die drei moralische Prinzipien verkörpern. Hermione zeigt sich als die unwandelbar treue und geduldige Liebende, die dem zur damaligen Zeit populären Griseldis-Typus entspricht; Perdita verkörpert das archetypisch unschuldige Mädchen und Paulina repräsentiert die tatkräftige Frau, die sogar dem König Paroli bietet.
Das in The Winter’s Tale im Zentrum der Handlung stehende Eifersuchtsmotiv wird auf diesem Hintergrund schließlich nicht tragisch durch einen Zusammenprall, sondern romanzenhaft durch Trennung und spätere Wiedervereinigung gelöst. Dabei fungiert wie in As you like it die idyllische pastorale Sphäre als das heilende Medium, in dem die Wiederherstellung der gestörten Ordnung möglich wird.
Ähnlich wie später in Cymbeline spricht Shakespeare in The Winter’s Tale zugleich in eigentümlich ambivalenter Form das Problem der sozialen Standesunterschiede an. Auf der einen Seite werden die Schäfer als dumm oder töricht vorgeführt, auf der anderen Seite ist der Königssohn Florizel als jugendlicher Held bereit, die nicht standesgemäße vermeintliche Schäferstochter Perdita gegen den Willen seines Vaters zu heiraten. Anscheinend stellt Shakespeare in The Winter’s Tale, wie dies auch in dem Gespräch zwischen dem verkleideten Polixenes und Perdita über die Veredlung der Natur (IV,4; 87-97) in analoger Form zum Ausdruck kommt, dem gesellschaftlichen Rang den natürlichen Adel entgegen, relativiert dies jedoch dadurch, dass Perdita sich letztlich als Königstochter erweist.
Darüber hinaus enthält Shakespeares Stück in romanzentypischer Form eine metonymische Aussage: Leontes’ Problem spiegelt die Brechung der patriarchalischen Macht durch die von der Frau verursachte Unsicherheit im Hinblick auf das vom Mann bestimmte Machtprinzip der genealogischen Herkunft. Waren Leontes und Polixenes in der Idylle der Kindheit noch beste Freunde, so erscheint der Eintritt in die Erwachsenenwelt der zwischengeschlechtlichen Sexualität nunmehr als Sündenfall. Kommt der Frau einerseits die notwendige und positive Funktion der Reproduktion zu, so wird sie gleichzeitig als teuflische Verführerin gesehen. Bezogen auf die Frage der Legitimität der Thronfolge, die vollständig von der ehelichen Treue der Frau abhängt, erhält das Werk eine zeitgeschichtliche Bedeutung, indem in diskreter Form indirekt die Sorge von James I. um die Legitimität seiner eigenen Abstammung und damit die vorherige Legitimität des Herrschaftsanspruchs von Elisabeth I. thematisiert wird, die ihn als ihren Nachfolger benannt hatte. In der Böhmenhandlung wird komplementär das Problem der Kontrolle über den königlichen Nachwuchs und die Frage der aristokratischen Ehen sowie die Rolle der Liebesbeziehungen innerhalb dieses Interessengeflechtes angesprochen. Auch hier ist indirekt ein spezifischer Bezug auf James I. und die Politik der Verheiratung seiner drei Kinder nicht auszuschließen, wie der anerkannte Shakespeare-Gelehrte und Herausgeber Stephen Orgel dies in seiner Analyse des Werkes annimmt.

## Datierung und Textgeschichte

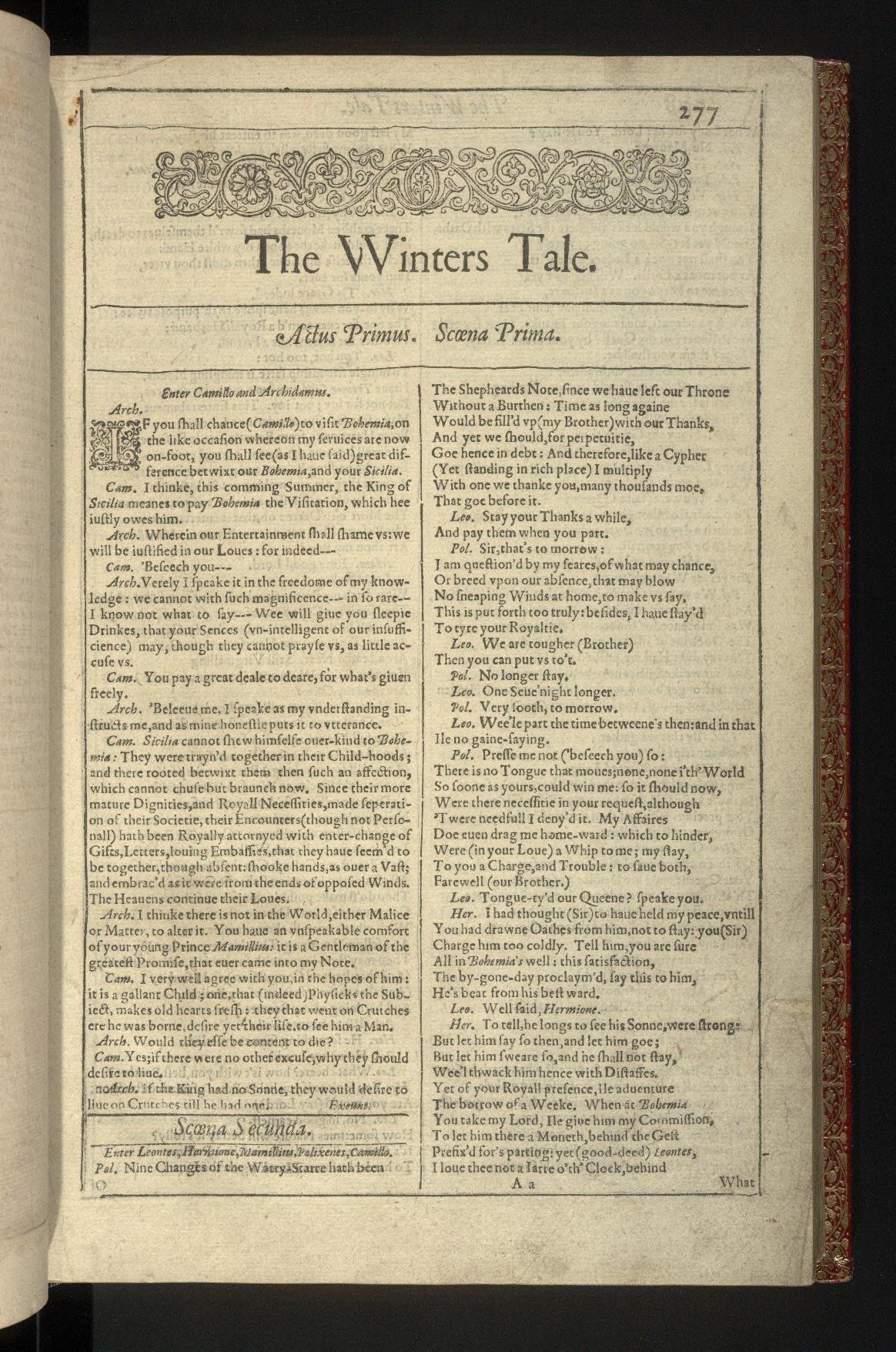
Erste Folio-Ausgabe 1623

Der Entstehungszeitraum des Werkes lässt sich mit ziemlicher Sicherheit auf 1610/1611 datieren. Am 15. Mai 1611 besuchte Simon Forman, ein Mediziner, Astrologe und Theaterfreund, eine Aufführung des Stückes im Globe Theatre und fertigte über diese Aufführung Notizen an, die überliefert sind. Ben Jonsons Maskenspiel Oberon, the Faery Prince, aus dem Shakespeare in Akt IV den Tanz der Landleute, den sogenannten „Tanz der Satyrn“, übernommen hat, wurde erstmals am 1. Januar 1611 gespielt. Auch wenn es sich um eine spätere Einfügung gehandelt haben sollte, ist als frühester Termin für die Fertigstellung von The Winter’s Tale mit großer Wahrscheinlichkeit die zweite Jahreshälfte von 1610 anzunehmen. Zum Zeitpunkt der ersten nachweislich bezeugten Aufführung im Januar 1611 war das Stück offenbar neu und ist damit zwischen Cymbeline (1609) und The Tempest (1611) anzusiedeln. Auch stilistische Gemeinsamkeiten mit diesen beiden Werken bekräftigen eine solche zeitliche Zuordnung. Dokumentiert ist ferner eine Aufführung von The Winter's Tale am 16. Mai 1611; belegt sind daneben weitere Aufführungen bei Hofe in den Jahren 1612/1613 und 1618.
Ein Quarto-Druck des Werkes ist nicht bekannt; die erste überlieferte Textausgabe in der Gesamtausgabe im First Folio von 1623 ist von außerordentlich guter Qualität und gilt als zuverlässig sowie fehlerarm. Als Druckvorlage diente höchstwahrscheinlich eine Reinschrift von Ralph Crane, dem professionellen Schreiber der Schauspieltruppe Shakespeares, die dieser vermutlich nach der autographen Entwurfsfassung des Autors anfertigte.

## Rezeption und Werkkritik
Die Handlung und das Figurenensemble von The Winter’s Tale stehen wie in keinem anderen Shakespeare-Drama so grundlegend in der Tradition der europäischen Romanze. Trotz der Vielschichtigkeit und Vielgestaltigkeit des auf die Zeit der hellenistischen Spätantike zurückgehenden Fundus von Romanzen haben diese dennoch eine Reihe von Grundelementen und Strukturen gemeinsam: Die Handlung zeigt die Liebe und die Abenteuer fürstlicher oder königlicher Charaktere und erstreckt sich über viele Jahre und weitläufige Räume. Teils spielen die Romanzen in einem höfischen, teils in einem ländlich-arkadischen Umfeld; die Lebenswege der Figuren werden nicht so sehr durch ihr eigenes Handeln, sondern durch zufällige Fügungen des Schicksals bestimmt. Zumeist ist die Handlung episodisch aufgebaut und führt am Ende eine Reihe von Personen auf getrennten Wegen zur Versöhnung wieder zusammen.
In Cymbeline mit dem Einbezug der britischen Vorgeschichte und The Tempest mit der kurzen Handlungszeit und dem eng umrissenen Inselraum bedient sich Shakespeare nur eines Teils dieses romantischen Strukturinventars, während er in The Winter’s Tale alle Elemente des Grundschemas nutzt.
Das Genre der Romanzen umfasst dabei nicht nur ein spezifisches Repertoire von Stoffen und Motiven, sondern enthält ebenso ein eindeutiges Konventionsschema. Die Welt der Romanzen unterscheidet sich im Aufbau und in ihrer Funktionsweise deutlich vom realen Leben, jedoch auch von anderen fiktionalen Welten. Sie entspricht daher ebenso wenig der Erwartungshaltung des Publikums oder der Rezipienten gegenüber einem Autor, der zuvor Dramen wie Hamlet oder King Lear verfasst hat.
Ein wesentlicher Unterschied besteht zunächst in dem Aspekt der Plausibilität: Im Gegensatz zu Greenes Vorlage wird in Shakespeares Romanze deren eigene Märchenhaftigkeit deutlich zum Ausdruck gebracht; gespielt wird eine Geschichte, die – wie das Publikum von Anfang an weiß – im realen Leben so nicht geschehen sein kann. Dementsprechend nimmt der Rezipient das Stück, ähnlich wie in modernen Gattungen wie Fantasy oder Science-Fiction, unter einer „Als-Ob“-Vorstellung oder Bedingung auf.
Der Titel des Stückes verweist bereits auf Wintergeschichten für die dunklen Winterabende, die – ob nun lustig oder traurig – Wunderbares berichten werden und dem Rezipienten das beruhigende Gefühl vermitteln, dass es sich eben nur um Phantasiegeschichten handelt, die am Ende des Erzähl- oder Darstellungsvorgangs aufhören zu existieren.
Ein Verweis auf den Märchencharakter des Stückes findet sich in The Winter’s Tale nicht allein bereits im Titel, sondern ebenso im Drama selbst, als der Zweite Edelmann darauf hinweist, dass das, was in Böhmen und Sizilien sich ereignet habe, so unglaublich sei „wie ein altes Märchen“ („this news which is called true is so like an old tale, that the verity of it is in strong suspicion:“; siehe V,2; 28f.).
Neben dem wundersamen oder scheinbar wundersamen Geschehen gehört zur Märchenhaftigkeit der Romanzen ebenso die Plötzlichkeit der eintretenden Ereignisse, die alles verändern. Alles geschieht unvermittelt und unvorbereitet; nichts entwickelt sich allmählich. So wird Leontes beispielsweise unversehens ohne jeglichen erkennbaren Grund von seiner Eifersucht befallen oder Antigonus unerwartet von einem Bären gefressen. Das von Shakespeare in aller Fülle genutzte Potenzial der plötzlichen Wendungen und spektakulären Überraschungsszenen gipfelt schließlich in der Statuenszene am Ende, in der das vermeintliche Marmorstandbild Hermiones lebendig wird.
Die Shakespeare-Kritik, die seit dem 19. Jahrhundert vorrangig auf die Analyse der Entwicklung der individuellen Charaktere in den Shakespeareschen Dramen ausgerichtet ist oder zumindest der Charakterentwicklung und Motivation einen hohen Stellenwert beimisst, hat sich bis in die Gegenwart schwergetan mit der Einschätzung und Deutung von Dramenfiguren, die unvermittelt und ohne jegliche vorangegangene Entwicklung oder erschließbare Begründung in psychische Extremsituationen geraten. Auf diesem Hintergrund wird ein Stück wie The Winter’s Tale trotz seiner theatralischen Anziehungskraft von vielen Shakespeare-Kritikern und Interpreten als ein Rückschritt gegenüber den vorangegangenen Tragödien betrachtet. Shakespeare, so heißt es teilweise in der Werkkritik, orientiere sich hier primär am zeitgenössischen Publikumsgeschmack und bediene in erster Linie ein modisches Publikumsinteresse der damaligen Zeit, ohne mit dem Stück eine tiefere oder ernsthafte Bedeutung zu vermitteln.
Wie in den anderen späten Werken verfährt Shakespeare jedoch auch in The Winter’s Tale nach der gewohnten Doppelstrategie, gleichzeitig theatralische Unterhaltung und eine fundiertere Diskussion der Problemkreise zu liefern, die mit dem Handlungsgeschehen verbunden sind. Märchenhaftigkeit bedeutet daher nicht zwangsläufig den Verlust an thematischer Ernsthaftigkeit oder Tiefe, sondern impliziert nur den Wechsel in einen anderen Fokus oder Modus der Betrachtung. So verlagert sich der thematische Schwerpunkt in The Winter’s Tale von der Frage, wie die Problemsituation entstanden ist, auf die Fragestellung, wie es aussieht, wenn die Problemsituation auf einmal vorhanden ist.
Dies zeigt sich am deutlichsten an dem Problemfeld der Eifersucht, die Shakespeare sowohl in Othello als auch in The Winter’s Tale dramatisch bearbeitet. Othello zeigt, wie der Protagonist, der anfangs seiner Frau bedingungslos vertraut, durch den Intriganten Jago unter Nutzung latent vorhandener Vorurteile Schritt für Schritt in das Extrem der fatalen Eifersucht geführt wird. Demgegenüber wird in The Winter’s Tale der Weg in die Eifersucht ausgeblendet; das Interesse gilt ausschließlich dem Endpunkt. Der thematische Fokus liegt auf der Entfremdung Leontes’ von sich selbst sowie auf den unterschiedlichen Reaktionen der höfischen Kreise auf einen Herrscher, der von Sinnen ist, die Beziehung zur Realität verliert und seine Beziehungskrise zur öffentlichen Angelegenheit macht. So versucht Camillo mit allen verfügbaren diplomatischen Mitteln gegenzusteuern und flieht, als ihm dies nicht gelingt. Paulina dagegen leistet dem König gegenüber offen Widerstand, wohingegen Antigonus, ihr Mann, Gehorsamkeit zeigt und sich dem selbstherrlichen und unvernünftigen Willen des Monarchen fügt.
Mit dem plötzlichen Ende seiner Eifersucht verwandelt Leontes sich erneut und bleibt bis zum Schluss eine andere Person, die nunmehr durch Gram und Schuldgefühl gezeichnet ist. Jähe Wechsel und Einschnitte sind durchgehend kennzeichnend für das gesamte Stück. Die durch die Romanzengeschichte vorgegebenen Ortswechsel, Zeitsprünge und Milieuveränderungen werden von Shakespeare nicht heruntergespielt, sondern stattdessen hervorgehoben. Besonders akzentuiert wird der tiefe Schnitt („that wide gap“, IV, 1; 7) zwischen dem ersten Teil, der bis zur Aussetzung des neugeborenen Kindes in Sizilien spielt, und dem zweiten Teil mit der Fortsetzung in Böhmen, die zeitlich eine halbe Generation später angesiedelt ist. Um die lange Unterbrechung zu verdeutlichen und das in der Zwischenzeit Geschehene zu vermitteln, erscheint die Zeit selbst vor dem vierten Akt auf der Bühne. Mit dem Handlungsort wechseln sodann auch die Hauptfiguren: Florizel, Perdita und Autolycus treten für das Publikum als neue Personen auf. Ebenso verändert sich die Stilebene, da in Böhmen vorerst Prosa gesprochen wird, sowie der dramatische Modus, da die Handlung nun komödienhaft wird.

## Aufführungsgeschichte
Trotz der verächtlichen Anspielungen von Ben Jonson auf das Stück in Bartholomew Fair war The Winter’s Tale in der Anfangszeit während der Restauration ein sehr beliebtes Schauspiel. Dies zeigt sich unter anderem in den zahlreichen belegten Hofaufführungen von 1611, 1613, 1618, 1619, 1623, 1624 und 1634. Dokumentiert ist danach erst wieder eine Inszenierung der originären Shakespeare-Fassung am Goodman’s Fields Theatre in London im Jahre 1741. Mit Ausnahme einer zweiten Aufführung 1771 mit der ursprünglichen Textfassung wurde das Werk im 18. Jahrhundert anschließend überwiegend in Adaptionen gespielt. Dabei beschränkte man sich im Wesentlichen auf das Geschehen im vierten und fünften Akt, um dem damaligen Zeitgeschmack an Schäferszenen entgegenzukommen und der klassizistischen Forderung nach den drei aristotelischen Einheiten von Zeit, Ort und Handlung Genüge zu tun.
Die bekannteste dieser Bearbeitungen, Florizel und Perdita: A Dramatic Pastoral, wurde von dem renommierten Schauspieler und Theaterdirektor David Garrick 1758 erstellt. Diese Version beeinflusste auch die Fassung der Schlussszene in der Aufführung von John Philip Kemble von 1802, die eine Reihe wesentlich werkgetreuerer Inszenierungen im 19. Jahrhundert einleitete. Nachfolgende Aufführungen von William Charles Macready (1823), Samuel Phelps (1845/46) und Charles Kean (1856) waren durch eine stark historisierende Tendenz geprägt, die den Märchencharakter des Stückes weitgehend ignorierte. Ähnliches gilt auch für die beim Publikum sehr erfolgreiche Inszenierung von The Winter’s Tale 1887 in London mit Mary Anderson erstmals in der Doppelrolle von Perdita und Hermione, der weitere 150 Aufführungen nicht nur in England, sondern auch in den USA folgten.
Der berühmte britische Dramatiker, Schauspieler und Theaterregisseur Harley Granville-Barker nutzte 1912 The Winter’s Tale für den ersten seiner Versuche am Savoy Theatre in London, ein jakobäisches Drama mit dem vollständigen Text nach den Regeln seiner Entstehungszeit insbesondere durch pausenloses, schnelles Spiel und die Akzentuierung der natürlichen Sprachmelodie zu inszenieren. Beim zeitgenössischen Publikum fand dieser Aufführungsversuch jedoch wenig Anklang.
Als weiterer Markstein in der neueren Aufführungsgeschichte des Werkes gilt die Inszenierung am Phoenix Theatre London im Jahre 1951 unter der Regie von Peter Brook mit John Gielgud, einem der herausragendsten englischen Theaterdarsteller des 20. Jahrhunderts, als Leontes.
Seitdem ist das Stück auf englischen Bühnen regelmäßig von der Royal Shakespeare Company gespielt worden, so beispielsweise 1969/1970 unter der Regie von Trevor Nunn am Aldwych Theatre in London, 1976 unter der künstlerischen Leitung von John Barton und Trevor Nunn, 1981 unter der Regie von Richard Eyre, 1985/86 mit Terry Hands als Regisseur und 1992 unter der künstlerischen Leitung von Adrian Noble, dem damaligen Intendanten der Royal Shakespeare Company.
Die erste deutsche Übersetzung von The Winter's Tale wurde von Johann Joachim Eschenburg in seiner Shakespeare-Ausgabe von 1775–1782 veröffentlicht; für die Schlegel-Tieck Ausgabe von 1832 wurde das Werk von Dorothea Tieck unter Mitwirkung von August Wilhelm Schlegel und Ludwig Tieck ins Deutsche übertragen.
Auf deutschen Bühnen setzte sich vor allem der Dichter und Theaterintendant Franz von Dingelstedt für eine Aufführung des Werkes ein. 1859 inszenierte er das Stück in Weimar in einer eigenen freien Bearbeitung mit Musik des Opernkomponisten Friedrich von Flotow. In dem Zeitraum nach 1878 gastierte das Schauspielensemble der Meininger mit dem Werk sehr erfolgreich in 35 Städten. Das Deutsche Theater Berlin hatte das Stück wiederholt 1906, 1935 und 1944 auf seinem Spielplan; ebenso fanden 1917 und 1935 Aufführungen in den Münchner Kammerspielen statt. Die Bühnenmusik zu dem Schauspiel wurde von Engelbert Humperdinck komponiert.

## Textausgaben
Gesamtausgaben
- John Jowett, William Montgomery, Gary Taylor und Stanley Wells (Hrsg.): The Oxford Shakespeare. The Complete Works. Oxford University Press, Oxford 2005, ISBN 978-0-199-267-187
- Jonathan Bate, Eric Rasmussen (Hrsg.): William Shakespeare Complete Works. The RSC Shakespeare, Macmillan Publishers 2008, ISBN 978-0-230-20095-1

Englisch
- John Pitcher (Hrsg.): William Shakespeare: The Winter’s Tale. Arden Series. London 2010, ISBN 978-1903436356
- Susan Snyder und Deborah T. Curren-Aquino (Hrsg.): William Shakespeare: The Winter’s Tale. New Cambridge Shakespeare. Cambridge University Press, Cambridge 2007/2012, ISBN 978-0521293730
- Stephen Orgel (Hrsg.): William Shakespeare: The Winter’s Tale. Oxford Shakespeare. Oxford University Press, Oxford 1996/2008, ISBN 978-0199535910

Deutsch
- Ingeborg Boltz (Hrsg.): William Shakespeare: The Winter’s Tale. Englisch-Deutsche Studienausgabe. Stauffenburg, Tübingen 1986, ISBN 3-86057-553-8.
- Peter Handke (Hrsg.): William Shakespeare: Das Wintermärchen. Suhrkamp, Frankfurt/Main 1991, ISBN 3-518-40324-9.
- Frank Günther (Hrsg.): William Shakespeare: Das Wintermärchen. Zweisprachige Ausgabe. Deutscher Taschenbuch Verlag, München 2006, ISBN 3-423-12758-9.

## Hörspiel
- 1964: Ein Wintermärchen – Regie: Fritz Schröder-Jahn (Hörspielbearbeitung – NDR)